# Sainte-Foy-de-Montgommery
Sainte-Foy-de-Montgommery – miejscowość i dawna gmina we Francji, w regionie Normandia, w departamencie Calvados. W dniu 1 stycznia 2016 roku z połączenia czterech ówczesnych gmin – La Brévière, La Chapelle-Haute-Grue, Sainte-Foy-de-Montgommery oraz Saint-Germain-de-Montgommery – powstała nowa gmina Val-de-Vie. Siedzibą gminy została miejscowość Sainte-Foy-de-Montgommery. W 2013 roku populacja Sainte-Foy-de-Montgommery wynosiła 192 mieszkańców. 